# Asota concolora
Asota concolora là một loài bướm đêm thuộc họ Erebidae. Nó được tìm thấy ở Madagascar.